# Andrena viridescens
Andrena viridescens är en art i insektsordningen steklar som tillhör överfamiljen bin och familjen grävbin.

## Beskrivning
Ett litet sandbi, honan blir 6 till 8 mm lång, hanen 6 till 7 mm. Kroppen är svart med lätt metallglans på huvud och mellankropp.

## Ekologi
Arten finns på torrängar, gräsmattor, sluttningar med flera biotoper. Den samlar endast pollen från teveronika (Veronica chamaedrys) och praktveronika (Veronica teucrium). Bona grävs i sand- eller lermark i skogsbryn och sluttningar. De kan parasiteras av gökbiet Nomada atroscutellaris vars larv äter upp värdägget och lever av det insamlade pollenförrådet. Biet övervintrar som fullbildad insekt och flyger från slutet av april till maj, honan vissa år in i juni.

## Utbredning
Arten förekommer i södra och mellersta Europa med ungefärlig nordgräns i Nordtyskland / Danmark. Den undviker höglänta områden och håller sig vanligen under 500 m.